# Tropaeolum hjertingii
Tropaeolum hjertingii är en krasseväxtart som beskrevs av B. Sparre. Tropaeolum hjertingii ingår i släktet krassar, och familjen krasseväxter. Inga underarter finns listade i Catalogue of Life.